# 郝海平
郝海平（1976年5月5日—），男，汉族，安徽望江人，无党派人士，中华人民共和国政治人物。现任中国药科大学校长，教授，博士生导师。第十四届全国政协委员。